# Богинский, Валерий Евгеньевич
Валерий Евгеньевич Богинский (укр. Валерій Євгенійович Богінський; в некоторых источниках Багинский укр. Багінський; 1949 — 1992) — советский украинский учёный-правовед, специалист в области криминалистики. Кандидат юридических наук, доцент. Был деканом факультета подготовки кадров для Министерства внутренних дел (1982—1986) и заочного факультета (1986—1987) Харьковского юридического института им. Ф. Е. Дзержинского. Также работал на кафедре криминалистики в этом же вузе.

## Биография
Валерий Богинский родился в 1949 году.
Во второй половине 1970-х годов Валерий Евгеньевич начал преподавать на кафедре криминалистики Харьковского юридического института, со временем занял должность доцента на этой кафедре. Преподавал две дисциплины «криминалистика» и «судебная психология».
В 1980 году в Харьковском юридическом институте под научным руководством профессора В. Е. Коноваловой, и с официальными оппонентами Р. С. Белкиным и А. А. Хмыровым написал и успешно защитил диссертацию на соискание учёной степени кандидата юридических наук по теме «Система тактических приемов допроса подозреваемого».
Работая на кафедре криминалистики занимался научно-исследовательской деятельностью. В частности изучал судебную психологию, криминалистическую тактику, и её отдельные аспекты (тактический риск, тактика осмотра места происшествия, тактика допроса в целом, и при расследовании краж). Среди его научных работ важнейшими считаются две: его кандидатская диссертация и изданное в 1983 году авторское учебное пособие «Рефлексивное управление при допросе». Имел учёное звание доцента.
Одновременно с научно-педагогической деятельностью занимался административной работой. С 1982 по 1986 год  Валерий Богинский был деканом факультета подготовки кадров для Министерства внутренних дел (следственно-криминалистического) № 3. Затем, в 1986—1987 годах возглавлял заочный факультет этого же вуза.
Продолжал работать на кафедре криминалистики в 1980-х годах. Валерий Евгеньевич Богинский скончался в 1992 году.
Коллеги по вузу характеризовали его как «высококвалифицированного специалиста».